# Llúdria cuallarga
La llúdria cuallarga (Lontra longicaudis) és una espècie de llúdria que viu a Centreamèrica, Sud-amèrica i l'illa de Trinitat.
Viu en hàbitats fluvials, incloent-hi boscos caducifolis i perennes, sabanes, planes i pantanals. Possiblement prefereix rius i rierols nets de cursos ràpids, i sol evitar els rius lents plens de llim de les planes. És un animal solitari que s'alimenta de peixos i crustacis. Segons l'Apèndix I del CITES, es tracta d'una espècie amenaçada.